# Chiton tectiformis
Chiton tectiformis är en blötdjursart som först beskrevs av Is. Taki 1938.  Chiton tectiformis ingår i släktet Chiton och familjen Chitonidae. Inga underarter finns listade i Catalogue of Life.